# Eugèn Lundin

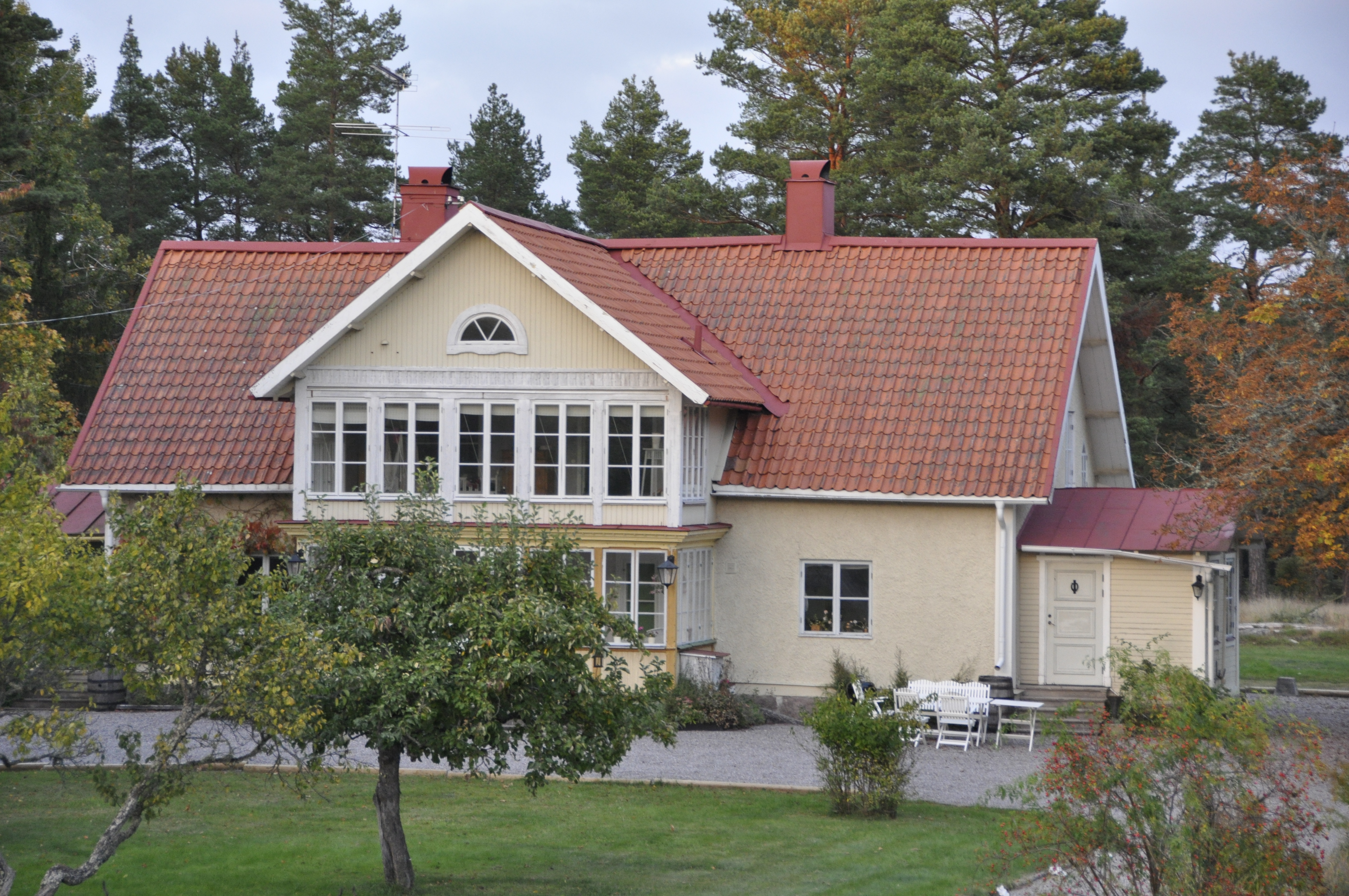
Den yngre mangårdsbyggnaden till Kårboda gård

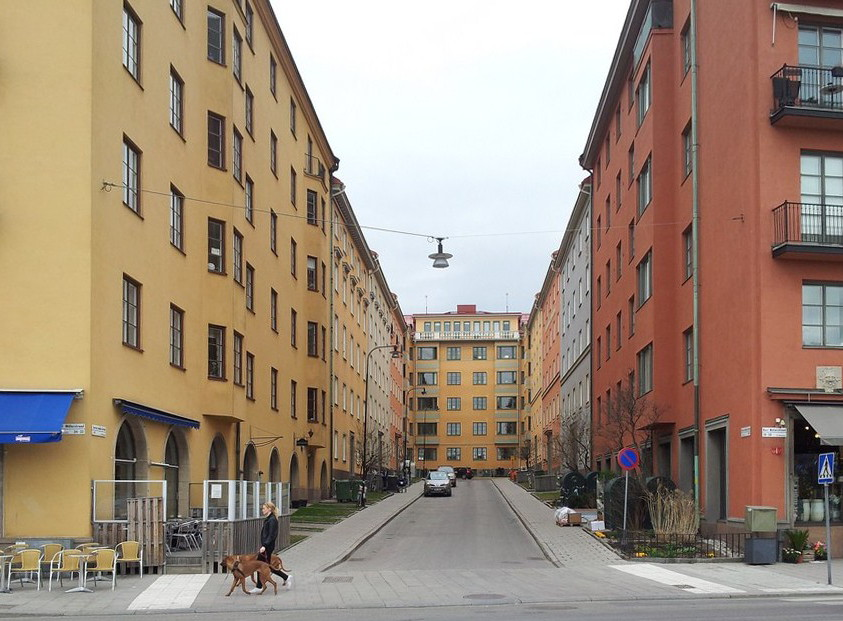
Garvar Lundins gränd är en kort gränd vid Norr Mälarstrand på södra Kungsholmen, Stockholm, som fått sitt namn efter den framgångsrike garveriidkaren Anders Wilhelm Lundin (1822–1895), som ägde den förutvarande tomt på vilken gränden nu till större delen ligger. Gränden fick sitt nuvarande namn 1926..

Johan Eugèn Lundin, född 5 mars 1848 i Stockholm, Kungsholms församling, död 21 november 1929. , var en svensk bergsingenjör, garveriidkare, läderfabrikör och donator. 

## Biografi
Lundin var son till Johan Eric Lundin (1817–1900) och Charlotta Lindström (1822–1912). och växte upp på faderns herrgård Stjärnholm norr om Norrtälje tills familjen 1853 flyttade till Stockholm.
Lundin var elev och bokhållare vid Bernshammars och Karmansbo bruk 1867–1870 och gick smidesmästarutbildning 1871–1873 smidesmästarutbildning vid Edsvalla bruk. 1873–1876 gick Lundin Tekniska Högskolan i Stockholm och blev sedan föreståndare för Tykö masugn i Finland 1876. Han verkade sedan som ingenjör vid Söderfors bruks aktiebolag 1877–1882.
1877 gifte sig Lundin med Mary Konstantia Elisabet Blom från Stockholm. Hon var född 1848 i Stockholm, dotter till Erik Blom, grosshandlare i Stockholm (1825–1898) och Maria Günther (1825–1903). 
1882-1885 var Lundin innehavare av Axel Silfverlings Laboratorium för bergsanalytiska undersökningar i Stockholm. och blev sedan souschef vid sin farbrors firma A. W. Lundins läderfabrik i Stockholm (1885–1897). 
1895 ärvde han A. W. Lundins Läderfabrik av sin farbror Anders Wilhelm Lundin:
| ”                                                               | Hösten 1885 anställdes jag vid A. W. Lundins Läderfabrik och blef 3dje generationen inom vår släkt som sedan början av 1800-talet bedrev läderfabrikation – inom vilken industri min son Ernst nu fortsätter. Min farbror Anders intresserade sig mycket för politiken och i hans gästfria hus träffades många af tidens förnämligaste politiker tillhörande den skyddsvänliga kategorien – och i öfrigt många notabiliteter. Det var en i många afseenden lärorik och angenäm tid i mångt och mycket skiljande sig från den nuvarande. [...] Vid min käre farbrors frånfälle den 20 juni 1895 tillträdde jag hans fasta egendomar på Kungsholmen och fortsatte under några år läderindustrin der. Med anledning af gatu- och tomtregleringar flyttades läderfabrikationen till Jerla och bedrevs der af AB Stockholms Förenade Läder- och Remfabriker till dess kriget började den 1 Aug. 1914, då bolaget upplöstes. Läderfabrikationen fortsätter nu i Wenersborg. Jag lefver nu vid 67 års ålder mitt lif i lugnet på Kungsholmen, der vår familj varit bofast i nära 100 år. // Med stort intresse har jag egnat och egnar mig fortfarande åt lantbruk och trädgårdsskötsel på min gård Kårboda å Ljusterö, der jag tillbringar nästan halfva året. | „ |
| – av Eugèn Lundin, 1915, Eugèn Lundins självbiografi, 1915 ( ). | |   |

Firman hade startats av garvaren Eric Lundin, handskmakargesäll hos garvaren Petter Hedman. År 1812 fick Eric Lundin tillstånd av kommerskollegium att här i staden anlägga och driva fabrik för att tillverka och förfärdiga alla sorter saffianer och skinn, samt efter engelska sättet bereda och garva stövelskaft och alla sorters läder.
Eugen Lundin, fortsatte rörelsen fram till 1905, då arbetena med Norr Mälarstrand hunnit så långt att garveriet avskars från vattnet. 
Eugens son Ernst Wilhelm (–1974) var den siste i släkten som förde traditionerna vidare, fram till 1905. Detta innebar slutet på fyra generationers och över 250 års garveriverksamhet i kvarteret och på Kungsholmen. Garveriet flyttades 1905 till Nacka och slogs samman med Järla läderfabrik.
| ”                                                  | ...Han hette Ernst Wilhelm Lundin och hans far Eugène hade övertagit garveriet efter sin farbror, den siste store garvarkungen. För fem år sedan hade arbetena med den nya strandgatan hunnit så långt att garveriet skulle förlora den nödvändiga förbindelsen med vattnet. Och Ernst Wilhelm hade slagit den sista husen i vattnet och märkt den med ordet SLUT på de båda svanshalvorna | „ |
| – av Per Anders Fogelström, 1991, Mödrar och söner | |   |

## Barn
Eugèn Lundin och Mary Blom  fick 6 barn, varav 3 uppnådde vuxen ålder:
- Karl Gustaf (1879–1909), född 1879 i Söderfors Uppsala län. [4] [1] [7]

- Ernst Vilhelm Lundin (1881–1974), Disponent Ingenjör, född 1881 i Söderfors, Uppsala län, gift med Helena Maria Tournois (1880–1964) [4] [1] [7] [8]

- Karin Maria Teresia Lundin, född 1885 i Kungsholm Stockholms stad, gift med Pontus Svinhufvud (1885–1965)[4] [1] [7]
- Anders Johan Erik (1891–1946), född 1891 i Kungsholm Stockholms stad. [4] disponent. Vid hans död såldes Kårboda gård ur släkten Lundin.[9] [1] [7]

| ”                                                  | I Kårboda hölls auktion när disponent Anders Lundin gått ur tiden. Frun, som var norskfödd, sålde det mesta av lösöret för att sedan lämna Ljusterö. | „ |
| – av Kajsa Telander, Hummelmora på 30-talet, 1995. | |   |